# Wolfskopf (Sauerland)
Der Wolfskopf im nordrhein-westfälischen Hochsauerlandkreis ist eine 398,7 m ü. NHN hohe Erhebung der Südabdachung des Arnsberger Waldes. Er liegt im nördlichen Sauerland etwa einen Kilometer östlich von Enste, einem Ortsteil von Meschede.